# Dinamo (Metro Jekaterinburg)

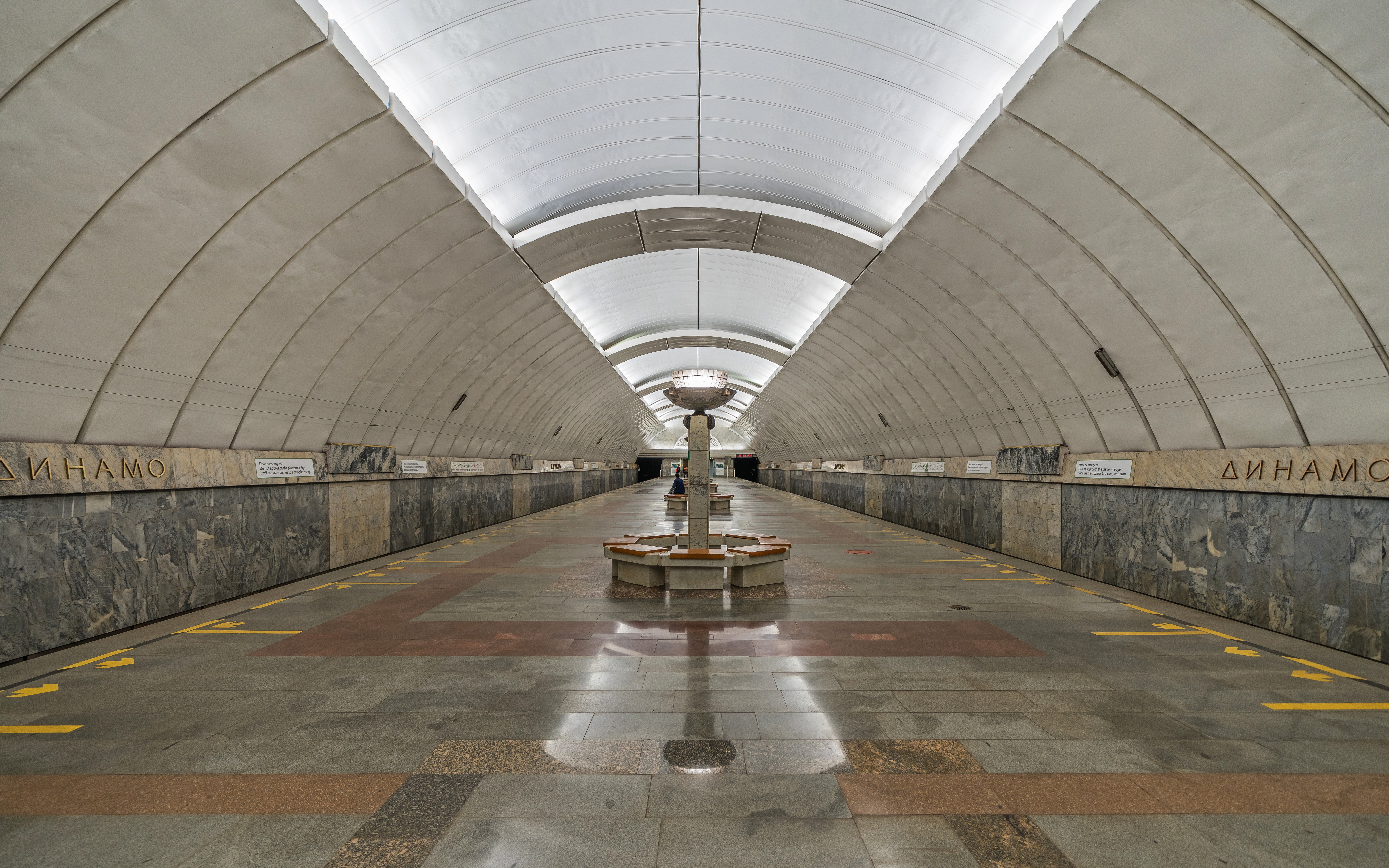
Die Bahnsteighalle

Die Station Dinamo (russisch Дина́мо) ist ein im Dezember 1994 eröffneter U-Bahnhof der Metro Jekaterinburg.

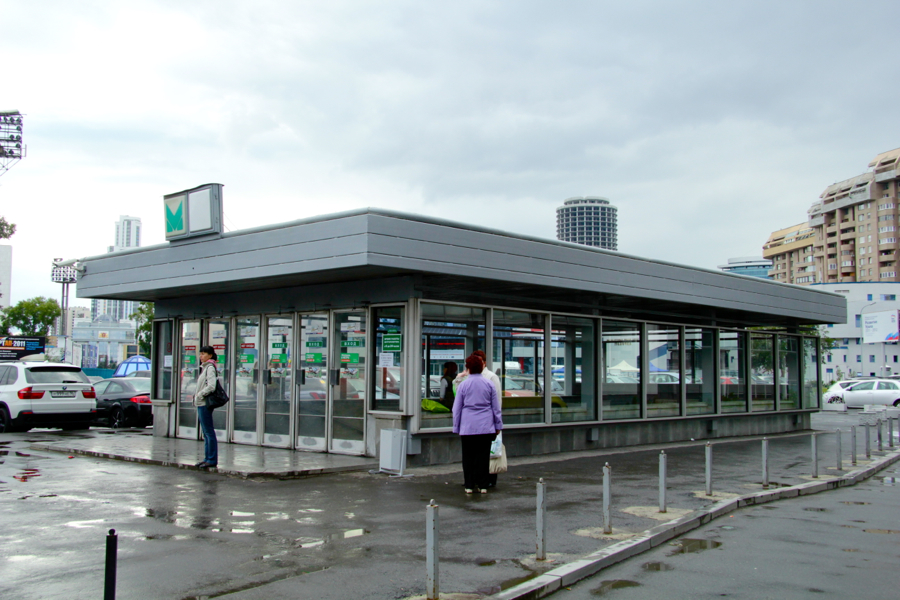
Eingangsgebäude

## Lage
Die Station Dinamo liegt zwischen den Stationen Uralskaja und Ploschtschad 1905 goda und befindet sich in unmittelbarer Nähe des Palasts der Spielsportarten. In der Umgebung liegen außerdem die Uferpromenade des zum Stadtteich angestauten Fluss Isset und die Kathedrale auf dem Blut. Den Namen gab der Station der nahegelegene Sportkomplex Dinamo. Die Bahnsteigebene verfügt an deren nördlichem Ende über einen Aufgang mit drei Rolltreppen. Der Bahnsteig der Station ist 104 Meter lang und liegt 40 Meter unter der Erdoberfläche.

## Geschichte

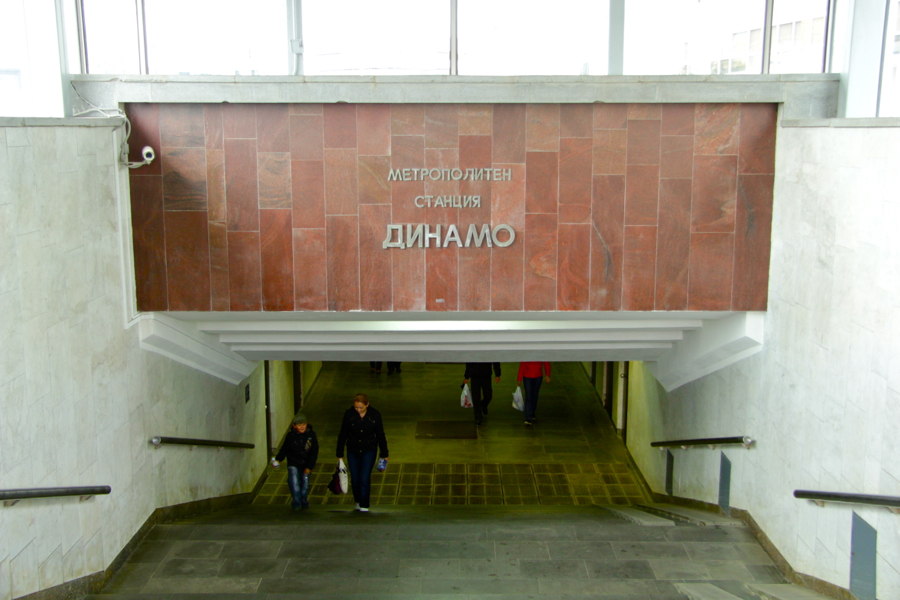
Namenszug über dem Eingang

Erst Probebohrungen gab es bereits im Jahre 1973 mit dem Ziel, die Bodenbeschaffenheit für den späteren Metrobau zu untersuchen. Im Februar 1981 begannen die Bauarbeiten an der Station. Bereits im Oktober 1982 war das Gewölbe für die Station fertiggestellt. Durch die Nähe zum Stadtteich gab es unerwartet starke Probleme mit in die Baugrube eindringendem Grundwasser. Bei Abteufarbeiten hielten Baukonstruktionen dem Wasserdruck nicht Stand. Grundwasser überflutete die Baugrube und die Arbeiten kamen zum Erliegen. Man ummantelte die ganze Station mit Fertigteilen aus Stahlbeton. Von Innen erhielt die Station eine Stahlkarkasse, an die Stahlplatten mit einer Stärke von 10 mm geschweißt wurden. Im Juni 1983 begannen die Tunnelbauarbeiten in Richtung Ploschtschad 1905 goda, im Januar 1984 in Richtung Uralskaja. 1987 wurde der Zugangstunnel für drei Rolltreppen errichtet. Im Dezember 1987 schaffte man im linken Streckentunnel den Durchbruch zur Station Ploschtschad 1905 goda. Im darauffolgenden April geschah der südliche Durchbruch im rechten Tunnel. Die Tunnel zwischen beiden Station führen auf einer Länge von 736 Meter teils unter dem Grund des Stadtteichs entlang. Im Oktober 1988 wurde das Deckengewölbe der Station fertiggestellt. Im Februar 1989 gelang der Durchbruch in nördlicher Richtung zur Station Uralskaja.
Am 22. Dezember 1994 nahm der Leiter der Stadtverwaltung die Station offiziell ab. An diesem Tag fuhr auch der erste Zug in den Bahnhof ein und die Station war für den Passagierverkehr eröffnet.

## Architektur

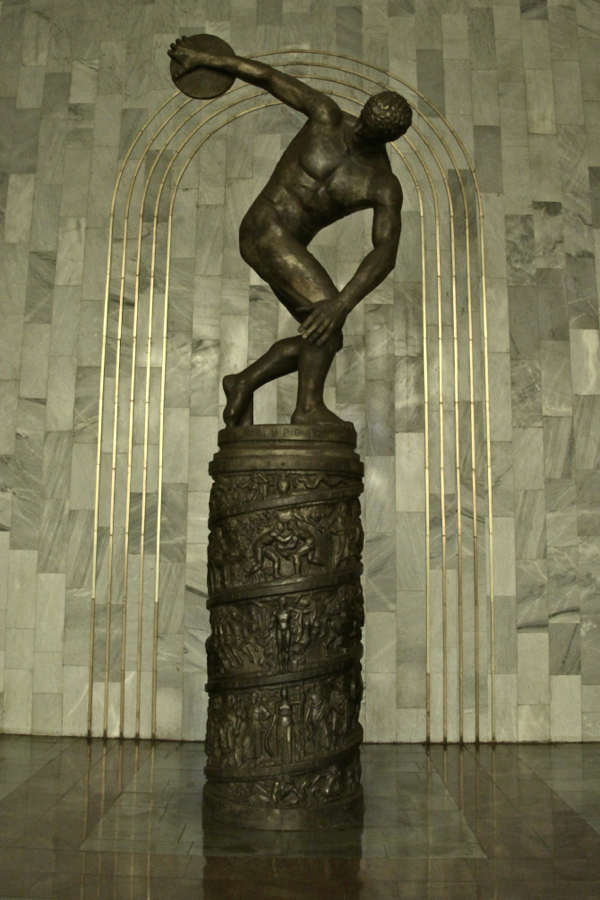
Skulptur Diskobol

Das von innen verkleidete Gewölbe zur Wasserableitung, welches wie ein Regenschirm funktioniert, erlaubt es die Station großflächig indirekt zu beleuchten. Dafür gibt es mehrere große Vertiefungen oben im Gewölbe. Die indirekte Beleuchtung ist aber meist ausgeschaltet und die Station wird nur von fünf Leuchtern, die sich in der Mitte des Bahnsteigs befinden, beleuchtet. An den Füßen der Leuchter, die an Fackeln erinnern, gibt es Sitzbänke. Die Seitenwände und Böden sind mit Marmor aus dem usbekischen Ort Gasan und rotem Granit aus Karelien verkleidet. In der Station wird die sportliche Thematik des naheliegenden Stadions aufgegriffen. So befindet sich an der Stirnseite des Bahnsteigs, an dem es keinen Ausgang gibt, auf einem Podest eine Bronzekopie des „Diskobols“ des antiken griechischen Bildhauers Myron.

## Name
Der Bahnhof besaß während der Planungen lange Zeit den Namen Dserschinskaja, angelehnt an eine kleine Straße in der Nähe des Eingangs zum U-Bahnhof, die zu Ehren des sowjetischen Revolutionärs und Geheimpolizeichefs Felix Dserschinski benannt ist. Im Laufe der Bauarbeiten wurde der Name in Dinamo geändert. Dieser Name ist politisch neutraler und ist als Toponym deutlich passender, da der nahegelegenen Sportkomplex deutlich bekannter als die relativ kleine und kurze Dserschinski-Straße ist. Ebenfalls wurde diskutiert, die Station nach dem nahegelegenen „Park Slawy“ (Park des Ruhmes) zu benennen.

## Verkehrsanbindung
Lange Zeit befand sich die Station abseits aller anderen Verkehrsinfrastruktur der Stadt. Große Straßen liegen etwa 500 m vom Eingang zur Station entfernt. Seit Dezember 2007 führt allerdings die Strecke des Oberleitungsbusses Nr. 4 direkt zur Station.